# Confit d'Époisses
Le confit d'Époisses est un fromage fort, spécialité fromagère de Bourgogne élaborée à base du fromage d'époisses. 

## Histoire et origine
Le confit tire son nom de celui du village d'Époisses. Fabriqué avec du lait de vache, ce fromage, avec son odeur puissante et son goût de sel prononcé est l'un des plus forts fromages à croûte lavée. Cela est dû au processus de lavage de la croûte qui se fait au marc de Bourgogne. L'époisses rappelle qu'autrefois, à la campagne on se nourrissait souvent de pain et d'un morceau de fromage. Il avait une odeur si puissante qu'elle donnait du goût au pain et quand il devenait vraiment trop fort, c'est-à-dire immangeable, le vieux fromage était transformé en confit.  

## Ingrédients
Ce confit fait partie des préparations fromagères les plus simples à élaborer. Quand l'époisses est devenu trop fait, il est râpé puis mis à macérer dans un bourgogne blanc additionné de marc du pays.

## Préparation
La première macération dure une semaine, au bout de ce laps de temps, le confit pique la langue, sa saveur reste forte et cuivrée. Il est alors égoutté et on renouvelle le vin et l'eau-de-vie de marc. Après une période de maturation de deux semaines supplémentaires, il devient totalement crémeux et commence à prendre une saveur plus douce. 

## Consommation

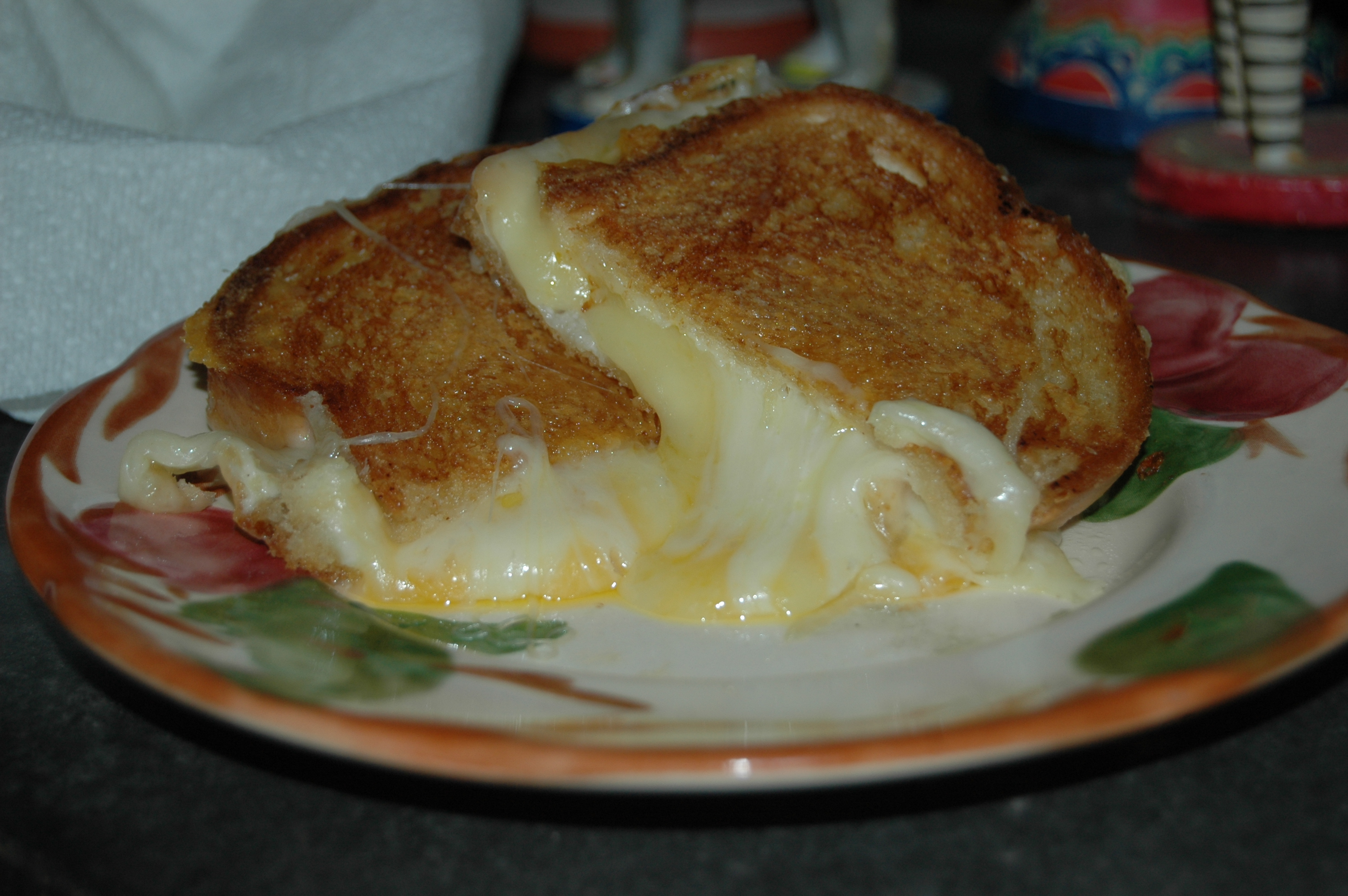
Confit d'Époisses et pain grillé

Cette préparation fromagère se mange étalée sur des tranches de pain.

## Accord mets/vin
Devenu coulant ou présenté en confit, l'époisses s'accorde au sauternes, aux bières belges fortes et à un marc de Bourgogne aux notes boisées et épicées, sinon à un madère sec et éventuellement à un grand whisky. Le seul vin rouge qui peut résister à sa puissance est un vieux millésime de châteauneuf-du-pape.